# Louis de Fabry
Louis de Fabry de Fabrègues (Aups, 25 agosto 1715 – Cartagena, 3 maggio 1794) è stato un ammiraglio francese, già distintosi come ufficiale durante la guerra di successione austriaca e nella guerra dei sette anni. Promosso tenente generale delle armate navali nel 1781, dopo lo scoppio della rivoluzione francese lasciò la Marine royale ed andò in esilio in Spagna, stabilendosi a Cartagena dove perì a causa di una epidemia di tifo.

## Biografia
Nacque a Aups il 25 agosto 1715, all'interno di una famiglia originaria della  Provenza, figlio di Gaspard signore di Fabrègues e di Anne de Clapiers-Collongue. Il 17 maggio 1734 si arruolò nella Marine royale assegnato alla compagnia dei guardiamarina imbarcandosi sul vascello da 50 cannoni Alcyon, e poi sul vascello da 62 cannoni Léopard nel 1735-1736.
Il 1 agosto 1735 fu nominato aiutante di bandiera, e nel 1737 si imbarcò sul Diamant e poi sul Ferme. Nel 1739 si imbarcò sulla fregata da 26 cannoni Flore in servizio in Corsica.
Tra il 1740 e il 1741 prese parte alla campagna delle Antille sulla fregata da 42 cannoni Aquilon, partecipando al vittorioso scontro di Capo Tiburon (Saint-Domingue) contro la squadra inglese del contrammiraglio Chaloner. Il 1 maggio 1741 fu nominato brigadiere dei guardiamarina, e il 1 gennaio 1742 enseigne de vaisseau.
Prestò servizio sulla fregata da 28 cannoni Zéphyr durante la campagna lungo le coste della Tunisia, e nel 1744 si imbarcò sul vascello da 64 cannoni Trident, al comando di Caylus, in forza alla squadra navale di Claude Élisée de Court de La Bruyère. Tra l'11 e il 13 febbraio partecipò alla battaglia di Capo Sicié, al largo di Tolone, che vide la vittoria della flotta franco-spagnola su quella britannica al comando dell'ammiraglio Thomas Mathews.
Tra il 1745 e il 1746 fu imbarcato sul vascello da 74 cannoni Espérance, e poi sul vascello da 50 cannoni Diamant che faceva parte della spedizione del duca d'Anville contro i possedimenti britannici in Acadia e a Terre-Neuve.
Tra il 1747 e il 1748 fu al comando di una feluca distinguendosi nei combattimenti che permisero di riconquistare le isole di Lérins occupate dai britannici nel 1746 (guerra di successione austriaca), catturando un bastimento nemico dopo averlo abbordato. 
Il 1 aprile 1748 fu insignito con la Croce di Cavaliere dell'Ordine di San Luigi, e nel 1749 comandò quattro feluche al seguito del maresciallo de Belle-Isle.
Nel 1751 fu promosso tenente di vascello, nel 1753 comandò la fregata Requin e poi l'Indiscret. Nel 1754 comandò il Sage in forza alla squadra d'evoluzione, e poi di nuovo la Requin nel 1755.
Nel 1756 si trasferì sulla nave ammiraglia da 80 cannoni Foudroyant. Partecipò, nel corso delle operazioni effettuate per il controllo dell'isola di Minorca, alla vittoriosa battaglia di Port Mahon (20 maggio 1756) che oppose la flotta agli ordini del marchese de La Galissonière alla flotta britannica agli ordini dell'ammiraglio John Byng (guerra dei sette anni).
Il 17 aprile 1757 fu promosso capitano di vascello, e nel 1759 comandò la fregata da 24 cannoni  Gracieuse appartenente alla squadra di Tolone sotto il comando di Jean François de La Clue-Sabran. Scampò, grazie ad un colpo di vento favorevole, al disastro di Lagos (Portogallo, 18-19 luglio), subito dalla squadra francese contro la squadra inglese dell'ammiraglio Edward Boscawen. Nel 1760 comandò il Fier, nel 1761 il vascello da 74 cannoni Protecteur, e nel 1763 quello da 50 cannoni Hippopotame nel corso di una missione di protezione al commercio in Mediterraneo. Nel 1764 comandò successivamente il Ville de Paris e poi il vascello da 64 cannoni Vaillant, venendo nominato nel dicembre 1766 direttore dell'arsenale di Tolone.
Nel 1768 comandò il vascello da 50 cannoni Sagittaire partecipando alle operazioni in Corsica, e quindi fu destinato al servizio a terra. Il 15 agosto 1771 venne nominato brigadiere delle armate navali, e il 9 dicembre dello stesso anno fu insignito del titolo di Commendatore dell'Ordine di San Luigi con una rendita di 5.000 livres.
Il 1 maggio 1772 fu nominato maggior generale della marina a Tolone, e il 1 gennaio 1774 assunse il comando del Fantasque.
Il 1 gennaio 1774 fu nominato maggior generale di fanteria a Tolone, e il 1 gennaio 1775 maggiore della marina e delle armate navali.
Il 9 novembre 1776 fu promosso chef d'escadre, e nel 1778 alzò la sua insegna sul nuovo vascello da 74 cannoni Destin.
Il 17 novembre 1781 fu nominato comandante della marina a Tolone, e il 23 dicembre successivo fu promosso tenente generale delle armate navali. 
Il 12 gennaio 1785 lasciò il comando della marina a Tolone, e nel gennaio 1792 il servizio attivo insignito della Gran Croce dell'Ordine di San Luigi. 
Dopo l'insurrezione di Tolone del 26 dicembre 1793 emigrò all'estero e si rifugiò a Cartagena in Spagna. Il 3 maggio 1794 rimase vittima dell'epidemia di tifo che spazzò via numerosi emigranti nella provincia di Gerona. Molto prima della sua morte, Louis de Fabry deteneva il titolo di marchese, che gli era stato conferito nelle sue patenti firmate dal re.

### Fonti
1. 1 2 3 4 5 6 7 8 9 10 11 12 13 14 15 16 17 18 19 20 21  Ecole Navale.
2. 1 2 3 4 5 6 7  Histoire de guerre.
3. 1 2 3 4  Conches 1865, p. 21.